# Zichicche
Zichicche. Pensieri su uno scienziato a cavallo tra politica e religione è una raccolta, pubblicata dalle Edizioni Dedalo di saggi e articoli critici su Antonino Zichichi, scritti dal 1979 al 2002 da vari scienziati e giornalisti, a cura del matematico Piergiorgio Odifreddi e con una prefazione di Giulio Andreotti.
(Presentazione dell'opera dalla quarta di copertina)

## La recensione
La recensione alla prima edizione (nel 2003 molti punti menzionati da Odifreddi sono stati emendati) esordisce ricordando che la scienza è riparata dalla fruizione di massa a causa della specificità del linguaggio. A colmare tale differenza sono chiamati i divulgatori che in taluni casi hanno ottenuto risultati notevoli: Albert Einstein con Relatività del 1916, Bertrand Russell con Introduzione alla filosofia matematica nel 1918, Jacques Monod con Il caso e la necessità nel 1970, ecc.

## Dalle stelle alle stalle
Dopo simili esempi ("stelle della divulgazione") si passa alle "stalle della volgarizzazione". Zichichi, dopo esser stato definito "scienziato di fama mondiale", "autore di molte scoperte nello studio delle Forze Fondamentali della Natura", dichiara di distinguersi per "la sua straordinaria capacità di spiegare con linguaggio semplice le grandi conquiste del pensiero scientifico, senza nulla togliere al loro rigore concettuale".

## Cinque personaggi in cerca di autore
Zichichi dichiara di voler percorrere un viaggio per la comprensione dell'infinito con cinque personaggi che hanno contribuito significativamente all'argomento: Pitagora, Euclide, Cantor, Russell e Gödel.

### Pitagora
Secondo Zichichi, Pitagora avrebbe scoperto l'esistenza dei numeri frazionari (pag. 134), e non dei numeri irrazionali come è avvenuto in realtà. I primi vengono definiti da Zichichi come "successione di numeri senza alcuna regolarità e senza soste" (pag. 191) che non servono alla fisica (pag. 242).

### Euclide
Di Euclide viene citato il quinto assioma (Data una retta e un punto esterno ad essa esiste un'unica retta parallela passante per detto punto) che per Zichichi diviene "due rette parallele non si incontreranno mai: è necessario un atto di fede" (pag. 217). Inoltre secondo Zichichi Euclide ha dimostrato "che non può esistere il più grande numero primo. Pertanto non c'è limite a quanto grande possa essere il più grande dei numeri primi" (pag. 226).

### Cantor
Cantor ha dimostrato che esistono molteplici livelli di infinito e che per ogni grandezza di infinito ne esiste una maggiore. Invece, secondo Zichichi, "avrebbe provato con tutte le sue forze, illudendosi di riuscire in questa impresa titanica, ma in verità formulando una teoria intuitiva. E non rigorosa come lui avrebbe sperato." (pag. 135)

### Russell
Zichichi ritiene che Russell abbia fondato la dimostrazione degli insiemi infiniti sul concetto di classe delle classi che Russell ha poi dimostrato essere contraddittoria. Visto che un teorema non può fondarsi su un argomento fallace allora "la classe di tutte le classi si può benissimo costruire, a patto di non pretendere che sia la conseguenza rigorosamente logica di una costruzione assiomatica: prendiamo come assioma che debba esistere la classe di tutte le classi" (pag. 224).

### Gödel
Kurt Gödel avrebbe scoperto che in matematica esiste la possibilità che una affermazione sia falsa e vera ad un tempo: "per millenni l'uomo aveva pensato che per una affermazione possono esistere solo due possibilità: o è vera o è falsa. Non può esserci una terza possibilità. È questo il famoso principio del terzo escluso. Gödel scoprì invece che, nel cuore della Logica Matematica, c'è la terza possibilità" (pag. 214).
In realtà, il risultato di Gödel è che in ogni sistema non contraddittorio (ossia, nel quale ogni affermazione o è vera o è falsa) esistono formule corrette che non sono dimostrabili (si veda la voce Teoremi di incompletezza di Gödel).

## Conclusioni
Odifreddi conclude ironizzando sul fatto che il libro di Zichichi sembri un thriller in cui l'assassino è lo stesso autore per cui per trovare rimedio all'ignaro lettore viene fortemente consigliata la lettura di alcuni dei seguenti libri:
- Bertrand Russell, Introduzione alla filosofia matematica, 1918
- Paolo Zellini, Breve storia dell'infinito, Adelphi, 1980.
- Rudy Rucker, La mente e l'infinito, Muzzio, 1982.
- Gabriele Lolli, Dagli insiemi ai numeri, Bollati Boringhieri, 1994.